# Астаховка
Аста́ховка (каз. Астаховка) — село у складі Бухар-Жирауського району Карагандинської області Казахстану. Входить до складу Баймирзинського сільського округу.
Населення — 165 осіб (2021; 296 у 2009, 314 у 1999, 314 у 1989).
Національний склад станом на 1989 рік:
- росіяни — 34 %;
- німці — 27 %.